# Philip Watts (architecte naval)
Pour les articles homonymes, voir Philip Watts et Watts (homonymie).
Philip Watts (30 mai 1846 - 15 mars 1926) est un architecte naval britannique, célèbre pour avoir conçu le croiseur révolutionnaire "Elswick" et le Dreadnought.

## Début de la vie
Watts est né à Deptford, dans le Kent, et fait ses études à la Dockyard School de Portsmouth et à la Royal School of Naval Architecture de South Kensington, à Londres.

## Carrière
Watts devient constructeur à l'Amirauté de 1870 à 1885, et atteint le rang de chef constructeur. De 1885 à 1901, il est directeur du département de la marine de guerre d'Armstrong, Whitworth & Co. à Elswick (il redevient ensuite directeur de la société en 1912), mais en 1902, il est nommé directeur de la construction navale à l'Amirauté. Il occupe ce poste jusqu'en 1912, date à laquelle Sir Eustace Tennyson d'Eyncourt lui succède et devient conseiller de l'Amirauté pour la construction navale. À ce titre, il joue un rôle important lorsque la Première Guerre mondiale éclate.
En tant que concepteur du premier cuirassé dreadnought, c'est à lui de veiller à l'utilisation de la flotte qu'il a créée au cours des années précédentes. En 1912, il est nommé à la Commission royale sur le combustible et les moteurs.
Watts est un fervent volontaire, et un commandant du 1st Northumberland Artillery Volunteers.
En juin 1900, il est élu membre de la Royal Society et en est le vice-président en 1915-1916. Il a été créé KCB en 1905.

## Navires conçus
Armstrong, Whitworth & Co
- Elisabeta,  Marine militaire roumaine, 1887
- Cannonières Classe Castore,  Marine royale itaienne, 1887–1889
- Piemonte,  Marine royale itaienne, 1887–1889
- Republica,  Marine brésilienne, 1892
- Nueve de Julio,  Marine argentine , 1892
- Esmeralda, , Marine chilienne, 1895
- USS New Orleans (CL-22),  United States Navy, 1895
- Barroso,  Marine brésilienne
- Yashima (八島),  Marine impériale japonaise, 1896
- O'Higgins, , Marine chilienne, 1897
- Asama (浅間),  Marine impériale japonaise, 1898
- Tokiwa (常盤),  Marine impériale japonaise, 1898
- USS Albany (CL-23),  United States Navy, 1898
- Dom Carlos I,  Marine portugaise, 1898
- HNoMS Norge,  Marine royale norvégienne, 1899
- HNoMS Eidsvold,  Marine royale norvégienne, 1899
- Hatsuse (初瀬),  Marine impériale japonaise, 1899
- Izumo (出雲),  Marine impériale japonaise, 1899
- Iwate (磐手),  Marine impériale japonaise, 1900

Royal Navy
- HMS Dreadnought
- Cuirassés de la Classe Queen Elizabeth
- Cuirassés de la Classe Lord Nelson

## Famille et vie ultérieure
Watts épouse Elise Isabelle Simonau, fille de Gustave Simonau. Ils ont deux filles. Il est décédé en 1926 et est enterré au cimetière de Brompton.